# وباء الانتحار
وباء الانتحار Suicide epidemic هو عدد كبير من حالات الانتحار التي تحدث على مدى فترة من الزمن بطريقة تشبه وباء المرض. وقد حدثت مثل هذه الأوبئة في الاتحاد السوفييتي السابق في تسعينيات القرن العشرين، بين ضباط الشرطة، وفي المحميات الهندية، وفي ميكرونيزيا. يحدث تأثير فيرتر (اي انتحار بالتقليد) عندما تشجع حالات الانتحار التي يتم الإعلان عنها علنًا الآخرين على تقليدها.  وقد اقترح أن تدريس قصص مثل روميو وجولييت قد يساعد المراهقين على أن يكونوا أكثر انفتاحًا في مناقشة الانتحار بين الشباب.

## انظر ايضا
- انتحار جماعي
- علم الأوبئة المتعلق بالانتحار
- انتحار مقلد